# Ри (река)
Ри (фр. Rhue) је река у Француској. Дуга је 57 km. Улива се у Дордоњу. 